# Crêt du Midi (massif du Beaufortain)
Pour les articles homonymes, voir Crêt du Midi.
Le crêt du Midi est une montagne de France située dans le massif du Beaufortain, entre la Savoie et la Haute-Savoie.
Culminant à 1 890 mètres d'altitude, il se situe sur la crête partant du mont de Vorès en direction du nord-ouest. Il est entouré par le col du Drayon qui le sépare du roc des Evettes à l'ouest et du Ban Rouge au sud-est. Ses pentes sont couvertes par des remontées mécaniques — deux télésièges et deux téléskis — et des pistes de ski de la station de sports d'hiver de Praz-sur-Arly faisant partie du domaine skiable de l'Espace Diamant.

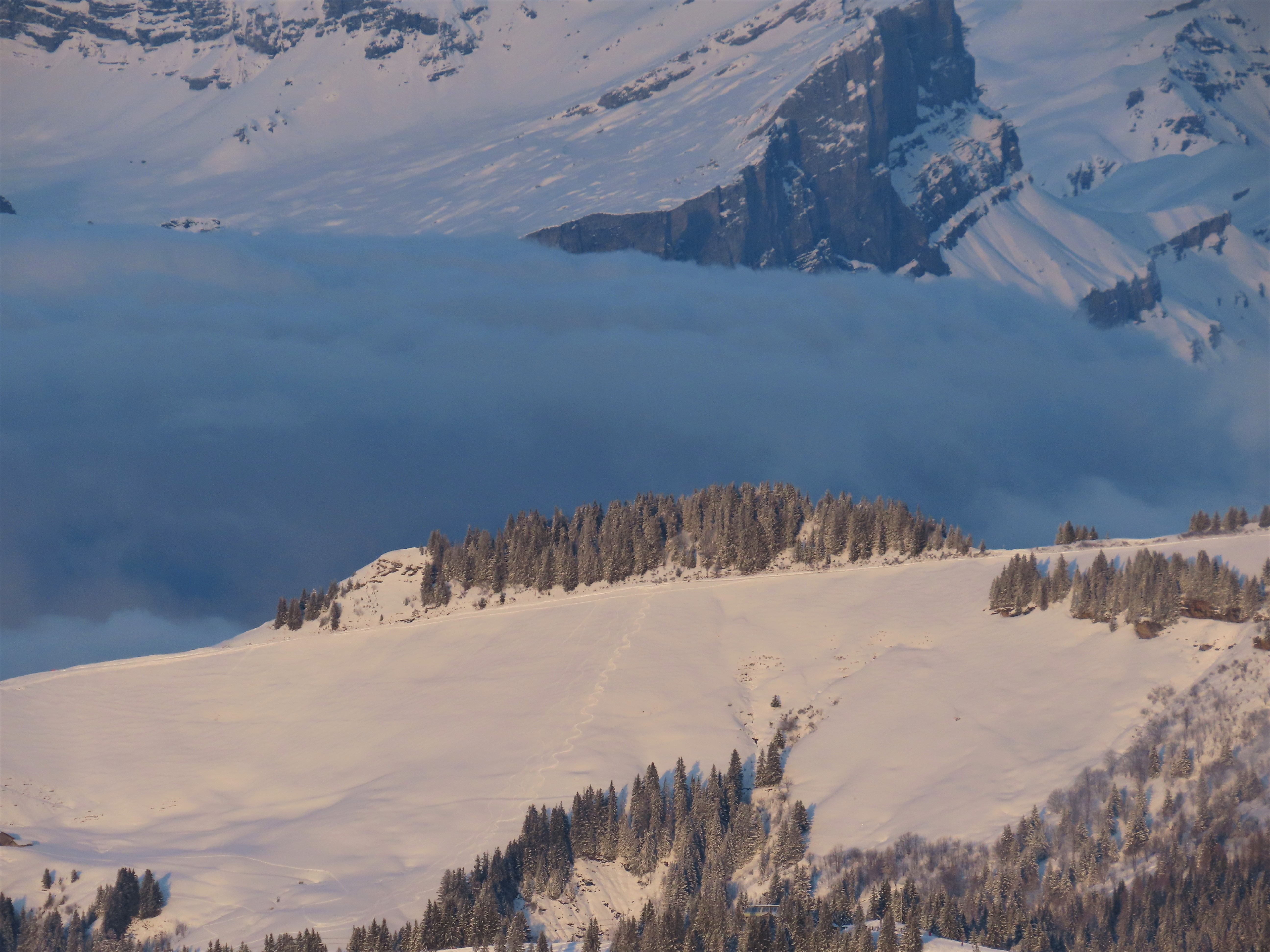
Vue hivernale au soleil couchant du crêt du Midi avec en arrière plan la chaîne des Fiz depuis le signal de Bisanne au sud-ouest.